# Warwick (Queensland)
Warwick ist eine Stadt mit 14.100 Einwohnern im Süden des australischen Bundesstaates Queensland. Sie liegt 160 Kilometer südwestlich von Brisbane und 85 Kilometer südlich von Toowoomba am Condamine River. Die Stadt ist der Verwaltungssitz des Verwaltungsgebiets (LGA) Southern Downs Region. Sowohl der New England Highway als auch der Cunningham Highway verlaufen durch die Stadt.
Im grünen Gürtel Warwicks, an den Ufern des Condamine Rivers, befindet sich eine Skulptur von Tiddalik, dem mystischen Frosch aus der Traumzeit der Aborigines, der alles Wasser trank und dadurch eine Dürre verursacht.

## Geschichte

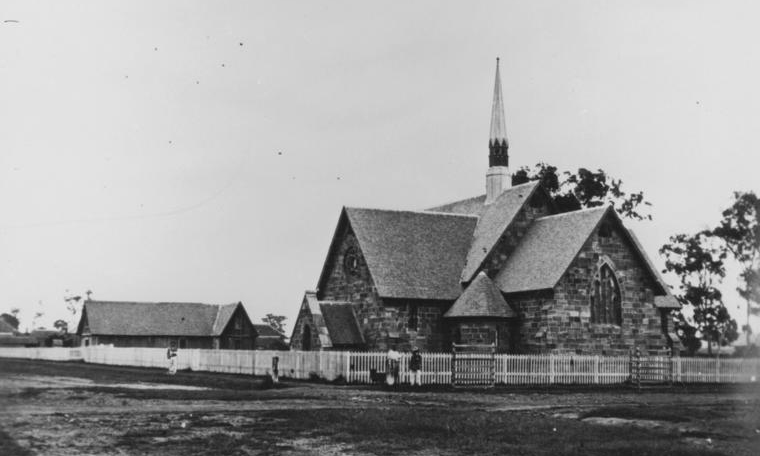
Zweite St. Mark’s Church, um 1872

Die ersten Europäer, die in der Gegend siedelten, waren die Brüder Patrick und George Leslie. Ihre Farm, genannt Canning Downs, wurde mit einem Schmied und einem Laden, zu einem wichtigen Zentrum für die Farmer in dieser Region. Im Jahr 1847 beauftragte die Regierung von New South Wales, Queensland wurde erst 1859 gegründet, Patrick Leslie einen Ort für eine Stadt auszuwählen, die Cannington genannt werden sollte. Man einigte sich später auf den Namen Warwick. Mit dem Anschluss an die Eisenbahn begann 1871 die Industrie in Warwick zu boomen, es entstanden innerhalb von wenigen Jahren eine Brauerei, eine Getreidemühle und eine Ziegelei.

## Klima
|                       | Jan  | Feb  | Mär  | Apr  | Mai  | Jun  | Jul  | Aug  | Sep  | Okt  | Nov  | Dez  |   |      |
| Mittl. Tagesmax. (°C) | 30,1 | 29,5 | 27,7 | 25,1 | 21,2 | 18,5 | 18,0 | 19,9 | 23,5 | 25,8 | 27,3 | 29,1 | ⌀ | 24,6 |
| Mittl. Tagesmin. (°C) | 16,9 | 17,0 | 14,8 | 11,3 | 6,9  | 4,8  | 2,9  | 3,2  | 7,3  | 10,5 | 13,7 | 15,9 | ⌀ | 10,4 |

| 16,9 |

| 17,0 |

| 14,8 |

| 11,3 |

| 6,9 |

| 4,8 |

| 2,9 |

| 3,2 |

| 7,3 |

| 10,5 |

| 13,7 |

| 15,9 |

| 16,9 |

| 17,0 |

| 14,8 |

| 11,3 |

| 6,9 |

| 4,8 |

| 2,9 |

| 3,2 |

| 7,3 |

| 10,5 |

| 13,7 |

| 15,9 |

## Persönlichkeiten
- Dean Butler (* 1977), Hockeyspieler
- Adrienne Pickering (* 1981), Filmschauspielerin
- Matt Campbell (* 1995), Autorennfahrer
- Harry Sweeny (* 1998), Radrennfahrer